# Línea MUR-056 (Interurbanos Murcia)
La línea MUR-056 de la red de autobuses interurbanos de la Región de Murcia une Aledo con Totana.

## Características
Esta línea une Aledo y La Santa con el centro de Totana, en un recorrido de 20 minutos de duración entre cabeceras.
Será sustituida por la línea 85 de Movibus cuando se implante la segunda fase, siendo ampliada hasta Lorca.
La línea mantiene los mismos horarios todo el año. No presta servicio los fines de semana ni festivos.
Como su propia denominación indica, pertenece a la concesión MUR-056 "Aledo-Totana", y es operada por Autocares Espuña.

## Horarios
| Lunes a viernes laborables             |                |
| Aledo > Totana                         | Totana > Aledo |
| 07:35                                  | 07:15          |
| 15:00                                  | 14:30          |
| Miércoles laborables (días de mercado) |                |
| Aledo > Totana                         | Totana > Aledo |
| 11:00                                  | 10:30          |

## Paradas
| Nombre de parada | Ubicación                     | Municipio |
| ---------------- | ----------------------------- | --------- |
| Aledo            | Plaza del Ayuntamiento        | Aledo     |
| La Santa         | El Ángel. Ctra. RM-502        | Aledo     |
| Venta Los Pinos  | La Charca, Ctra. RM-502       | Aledo     |
| Puente la Rita   | Marquesina junto a perfumería | Totana    |